# Rede Sustentabilidade
Das Rede Sustentabilidade, Kurzform REDE oder RS (deutsch Netz Nachhaltigkeit), ist eine brasilianische politische Partei. Sie wurde im Februar 2013 von der ehemaligen Präsidentschaftskandidatin und Umweltministerin Marina Silva gegründet, die zuvor dem Partido Verde (Grüne Partei) angehörte.
Aufgrund fehlender Unterschriften war REDE 2014 nicht beim Obersten Wahlgericht (TSE) registriert und konnte nicht an den Wahlen in Brasilien 2014 teilnehmen. Die Eintragung beim TSE erfolgte zum 22. September 2015. Die Partei führt die Parteinummer 18, ihre Farben sind Cyan, Orange und Grün. Präsident ist Pedro Ivo de Souza Batista.

## Ideologie
Die Partei ist Mitte-links ausgerichtet. Die wichtigsten Programmpunkte der Partei sind Umweltschutz, die vom Staat mit dem Ziel einer nachhaltigen Entwicklung reguliert wird, und die Verringerung der sozialen Ungleichheit.

## Mandate
REDE ist bisher (Stand August 2018) mit einem Senator (von 81), zwei Bundesabgeordneten (von 513), zwölf (von 1024) Abgeordneten in einzelnen Bundesstaaten, sieben Stadtpräfekten (von 5570 Bürgermeistern) und 180 Stadträten (von 56.810) in Wahlämtern vertreten.

## Wahlen
Am 4. August 2018 wurde Marina Silva als Präsidentschaftskandidatin zu den Wahlen in Brasilien 2018 aufgestellt. Es war eine Wahlkoalition mit der Grünen Partei vereinbart, deren Mitglied Eduardo Jorge Martins Alves Sobrinho als Vizepräsident kandidierte.

## Mitgliederentwicklung
| Jahr        | Zahl   |
| ----------- | ------ |
| 2016, April | 15.606 |
| 2017, April | 19.090 |
| 2018, April | 23.968 |
| 2019, April | 23.499 |
| 2020, April | 33.219 |